# Konståret 1878

## Händelser

### Okänt datum
- Världsutställningen i Paris.
- Sällskapet Gnistan bildades i Göteborg

## Verk

Mary Cassatts verk "Little Girl in a Blue Armchair" från 1878 går att bese på National Gallery of Art.

- Gustaf Cederström - Karl XII:s likfärd, första versionen.
- Mary Cassatt - Little Girl in a Blue Armchair.
- Mary Cassatt - Portrait of the Artist
- Eduard Charlemont - The Moorish Chief
- William Merritt Chase - A Fishmarket in Venice and The Mandolin Player
- Édouard Manet - La Prune (National Gallery of Art, Washington D.C.)
- Édouard Manet - La Rue Mosnier aux drapeauxa (The J. Paul Getty Museum, Los Angeles)
- Alfred Sisley - Snow at Louveciennes (Musée d'Orsay, Paris)

## Födda
- 4 januari - Augustus John (död 1961), walesisk målare.
- 16 januari - Karl Isakson (död 1922), svensk konstnär.
- 26 februari - Kazimir Malevitj (död 1935), rysk målare.
- 5 mars - Ellen Trotzig (död 1949), svensk konstnär.
- 27 mars - Kathleen Scott (Lady Scott) (död 1947), brittisk skulptör.
- 28 mars - Abraham Walkowitz (död 1965), amerikansk målare.
- 2 april - Émilie Charmy (död 1974), fransk konstnär.
- 24 april - Jean Crotti (död 1958), fransk målare.
- 15 maj - Felix Nylund (död 1940), finländsk skulptör.
- 27 maj - Anna Cervin (död 1972), svensk konstnär
- 22 juli - Carl Gustav Ericsson (död 1947), svensk konstsmed och ciselör.
- 9 augusti - Eileen Gray (död 1976), irländsk möbeldesigner och arkitekt.
- 12 augusti - Alfred Ekstam (död 1935), svensk konstnär.
- 17 augusti - Albert Eldh (död 1955), svensk konstnär målare och grafiker.
- 14 september - Erik Stocklassa (död 1962), svensk skådespelare och konstnär.
- 23 september - Carl Kylberg (död 1952), svensk konstnär.
- 8 oktober - Ivar Arosenius (död 1909), svensk konstnär och bilderboksförfattare.
- 1 november - Konrad Mägi (död 1925), estnisk landskapsmålare.
- 14 november - Louis Marcoussis (död 1941), fransk målare.
- 27 november - William Orpen (död 1931), irländsk porträttmålare.
- 1 december - Carola Cederström, svensk skulptör.
- okänt datum - Spencer Gore (död 1914), brittisk målare.
- okänt datum - Per Lindroth (död 1933), svensk tecknare och illustratör.

## Avlidna
- 19 februari - Charles-François Daubigny (född 1817), fransk målare.
- 26 februari - Alexandre Antigna (född 1817), fransk målare.
- 3 mars - Joseph Bonomi the Younger (född 1796), engelsk skulptör, konstnär, egyptolog och museumkurator.
- okänt datum - Kikuchi Yōsai (född 1781), japansk målare.
- okänt datum - Francis Grant (född 1803), skotsk målare.